# Discografia degli All Time Low
La discografia degli All Time Low, gruppo musicale statunitense attivo dal 2003, si compone di nove album in studio, due album dal vivo, sei EP e quarantanove singoli.

## Album in studio
- 2005 – The Party Scene
- 2007 – So Wrong, It's Right
- 2009 – Nothing Personal
- 2011 – Dirty Work
- 2012 – Don't Panic
- 2015 – Future Hearts
- 2017 – Last Young Renegade
- 2019 – It's Still Nothing Personal: A Ten Year Tribute
- 2020 – Wake Up, Sunshine
- 2023 – Tell Me I'm Alive

## Album dal vivo
- 2010 – Straight to DVD
- 2016 – Straight to DVD II: Past, Present and Future Hearts

## Raccolte
- 2024 – The Forever Sessions Vol. 1

## EP
- 2004 – The Three Words to Remember in Dealing with the End
- 2006 – Put Up or Shut Up
- 2009 – Live from MySpace Secret Shows
- 2009 – Live Sessions
- 2010 – MTV Unplugged
- 2015 – Spotify Sessions
- 2018 – Everything Is Fine On Your Birthday

## Demo
- 2003 – All Time Low Demo
- 2005 – January Rough Demo

## Singoli
- 2005 – Circles
- 2006 – The Girl's a Straight–Up Hustler
- 2006 – Coffee Shop Soundtrack
- 2007 – Six Feets Under the Stars
- 2008 – Dear Maria, Count Me In
- 2008 – Poppin' Champagne
- 2009 – Weightless
- 2009 – Damned If I Do Ya (Damned If I Don't)
- 2010 – Lost In Stereo
- 2010 – Merry Christmas Kiss My Ass
- 2010 – Painting Flowers
- 2010 – Actors
- 2011 – I Feel Like Dancin'
- 2011 – Forget About It
- 2011 – Time-Bomb
- 2012 – The Reckless and The Brave
- 2012 – For Baltimore
- 2012 – Somewhere in Neverland
- 2013 – Backseat Serenade
- 2013 – A Love Like War (feat. Vic Fuentes)
- 2015 – Something's Gotta Give
- 2015 – Kids in the Dark
- 2015 – Runaways
- 2016 – Missing You
- 2017 – Dirty Laundry
- 2017 – Last Young Renegade
- 2017 – Life of the Party
- 2017 – Nice2KnowU
- 2017 – Good Times
- 2018 – Everything Is Fine
- 2018 – Birthday
- 2020 – Some Kind of Disaster
- 2020 – Sleeping In
- 2020 – Getaway Green
- 2020 – Monsters (feat. blackbear)
- 2020 – Monsters (feat. Demi Lovato e blackbear)
- 2021 – Once in a Lifetime
- 2021 – PMA (feat. Pale Waves)
- 2022 – Sleepwalking
- 2023 – Tell Me I'm Alive
- 2023 – Modern Love
- 2023 – Calm Down (A Little Bit Calmer Now)
- 2023 – Calm Down (A Little Bit Louder Now)
- 2023 – Fake As Hell (feat. Avril Lavigne)
- 2024 – Dear Maria, Count Me In (ATL's Version)
- 2024 – Remembering Sunday (ATL's Version) (feat. Lindsey Stirling & Lisa Gaskarth)
- 2024 – Hate This Song (con I Prevail)
- 2025 – SUCKERPUNCH
- 2025 – The Weather

Collaborazioni come artisti ospiti
- 2021 – Ghost Story (Cheat Codes feat. All Time Low)

### Singoli promozionali
| Titolo                              | Anno | Album           |
| ----------------------------------- | ---- | --------------- |
| Umbrella (cover di Rihanna)         | 2009 | Punk Goes Crunk |
| Toxic Valentine                     | 2009 | Jennifer's Body |
| Good Times (orchestral arrangement) | 2017 | —               |

## Altre canzoni entrate in classifica
| Painting Flowers                                                                                  | 2010 | 5 | 13 | Almost Alice       |
| Take Cover                                                                                        | 2016 | — | 39 | Straight to DVD II |
| "—" indica una canzone non entrata in classifica o che non è stata pubblicata in quel territorio. |      |   |    |                    |

## Apparizioni in compilation
- 2006 – A Tribute to Blink 182: Pacific Ridge Records Heroes of Pop-Punk
- 2006 – Warped Tour 2006 Tour Compilation
- 2007 – Punk Goes Acoustic 2
- 2007 – Another Hopeless Summer 2007
- 2008 – Warped Tour 2008 Tour Compilation
- 2008 – I'm So Hopeless, You're So Hopeless
- 2008 – Punk Goes Crunk
- 2009 – Warped Tour 2009 Tour Compilation
- 2009 – Jennifer's Body: Music from the Motion Picture
- 2010 – Almost Alice
- 2010 – Radio 1's Live Lounge – Volume 5
- 2011 – Another Hopeless Summer 2011
- 2013 – Love Is Hopeless 2013
- 2013 – Punk Goes Christmas
- 2017 – Green Day: The Early Years